# Famille de Charette
Pour les articles homonymes, voir Charette.
La famille de Charette de La Contrie est une famille subsistante de la noblesse française. Elle est dite de noblesse d'extraction. Elle est originaire du pays nantais.
Elle compte parmi ses membres des maires, sénéchaux et magistrats à Nantes, d'autres magistrats au parlement et à la Chambre des comptes de Bretagne, un conseiller d'État, des officiers, un chef vendéen en la personne de François Athanase Charette de La Contrie, un ministre sous la Ve République en la personne d'Hervé de Charette.

## Histoire

### Origines
La famille de Charette est attestée dans la province de Bretagne, à Nantes et son pays environnant (Sautron, Couffé).
Les études des auteurs et des généalogistes divergent quant à ses origines et à l'origine de sa noblesse : 
Henri Jougla de Morenas (1938) écrit qu'elle est connue depuis le XIVe siècle.
Michel de Saint Pierre (1977), Roger Coindreau, ainsi que André Borel d'Hauterive écrivent qu'en 1370, un Jean Charette, vivant à Trevignet, près de Plermoël, est armé chevalier par le connétable Bertrand du Guesclin (1320-1380), sur le champ de Bataille à Chisey en Poitou,,. En outre, André Borel d'Hauterive, dans son ouvrage de 1851, écrit que la famille Charette serait d'origine italienne, qu'en 1240, un fils de Galéas Carretto, marquis de Final, vient s'établir en Bretagne, et qu'en septembre de la même année, il épouse Jeanne Dubois de la Salle, demoiselle d'honneur d'Alix, duchesse de Bretagne, qu'il reçoit plus tard de Pierre de Dreux, dit Mauclerc, les fiefs et terre de Trévignet, situés dans l'évêché de Saint-Malo. Guyon Charette, seigneur de Trévignet, fils de Pierre Carretto et de Jeanne Dubois de la Salle, francisa son nom de Carretto en celui de Charette, et fut créé sénéchal en Bretagne des villes et comtés de Nantes.
Dans le Nobiliaire et armorial de Bretagne (1840) du généalogiste de la noblesse bretonne Pol Potier de Courcy, il est écrit ceci : « Pierre vivant en 1508, laissa de Jacquette de Barlagat, de la paroisse d'Auverné, Jean, marié en 1535 à Mathurine du Beyzit, de la paroisse de Saint-Dolay, auteur de toutes les branches des Charette. Cette famille a produit depuis 1572 un auditeur, deux maîtres et un premier président aux comptes ; des prévôts, des alloués, des sénéchaux et sept maires de Nantes ; vingt députés de Nantes aux États dont plusieurs présidents du Tiers ; six conseillers au parlement ; un page de Louis XIII, tué au siège de Gravelines en 1614, combattant à côté du maréchal de la Meilleraye ; un chevalier de l’ordre en 1646 ; une abbesse de la Trinité de Poitiers en 1692, et trois chevaliers de Malte depuis 1762 »,,. En outre, toujours selon cette même source, « cette famille paraît avoir la même origine que les seigneurs de Trévignet, paroisse de la Chapelle et de Penhoat, paroisse de Fégréac, du nom de Charette, employés dans les réformations et montres de 1426 à 1543, paroisses de la Chapelle-sous-Ploërmel et Fégréac ».
Gustave Chaix d'Est-Ange, quant à lui, écrit en 1911 : « […] On suppose généralement, mais sans en avoir de preuves certaines, que la famille de Charette actuellement existante a eu dans le passé une origine commune avec une famille du même nom qui possédait au Moyen Âge la maison noble de Trévignet, en la paroisse de la Chapelle-sous-Ploermel ». Il poursuit : « On aussi voulu, mais cette fois sans aucune preuve, faire descendre cette famille de Charette de Trévignet d'une famille Carretto qui a occupé un rang brillant à Florence ». Il ajoute enfin que « […] La famille de Charette de Trévignet est connue depuis un N. Charette, sgr de Trévignet, qui vivait en 1334. La descendance de ce gentilhomme figura de 1426 à 1543 aux réformations et montres de la noblesse du diocèse de Saint-Malo et s'éteignit vers le milieu du XVIe siècle ». Chaix d'Est-Ange fait démarrer la filiation de la famille de Charette avec Guillaume Charette, époux de Mathée de Nault, qui vers 1400 possédait le domaine de la Thomazière en la paroisse de Sautron dans le diocèse de Nantes. Il donne les principaux personnages jusqu'au XVIe siècle et écrit : « (...) La situation nobiliaire de ces divers personnages ne paraît pas avoir été très élevée et on a pu se demander si, malgré le jugement de maintenue de 1668, la famille de Charette ne tirait pas simplement sa noblesse soit de la mairie de Nantes, soit des charges que ses membres exercèrent depuis 1572 à la Chambre des comptes de Bretagne ».

### Preuves de noblesse
Sur la noblesse de la famille de Charette, Régis Valette (2002) écrit : « extraction, maintenue en 1668 »,.
Elle a obtenu deux maintenues de noblesse :
- 1668[1] (arrêt de la Chambre de réformation),
- 1699 (jugement de l'Intendant de Bretagne).

### Les Charette à Nantes
Depuis le XVIe siècle plusieurs membres de la famille occupent différentes charges à Nantes et deux sont conseillers au parlement de Bretagne, :
- Jean de Charette, écuyer, seigneur de La Bretonnière, époux de Mathurine du Bézit, conseiller du roi, alloué au lieutenant général au siège présidial de Nantes.
  - Jean (de) Charette, sieur de La Colinière et de Lormière, époux de Marguerite de Trégouet.
    - Alexandre Charette, sieur de la Noë et du Pellan, fut sénéchal de Nantes et maire de Nantes de 1619 à 1621.
    - Louis Charette, sieur de La Colinière, fut maire de Nantes de 1613 à 1614, époux de Jeanne Ernault.
      - Jean (de) Charette, sieur de La Gascherie, fut maire de Nantes de 1650 à 1652, époux de Madeleine Menardeau.
        - Louis (de) Charette, sieur de La Gascherie, fut maire de Nantes de 1675 à 1676, époux de Madeleine Charette, fille de Jacques Charette, sieur de Montbert.

  - Jean (de) Charette, sieur de La Bretonnière et de Lormière, lieutenant général au présidial de Nantes, époux en 1564 de Julienne Druays.
    - René Charette, seigneur de La Bretonnière, conseiller au parlement de Bretagne en 1598 et maire de Nantes en 1609, grand-père de : 
      - René Charette, seigneur de La Bretonnière, maire de Nantes en 1635, époux de Charlotte de Cornulier.
        - Jacques Charette, sieur de Montbert, maire de Nantes en 1669 et premier président en la Chambre des comptes de Bretagne en 1677.
          - Gilles Charette, sieur de Montbert, conseiller au parlement de Bretagne en 1690, décédé en 1734.

  - Julien (de) Charette, sénéchal de Nantes durant la Ligue.
  - Jean (de) Charette, sieur de Lormière et de La Colinière, conseiller auditeur en la Chambre des comptes de Nantes en 1572, conseiller maître en la même Chambre en 1587, époux de Marguerite de Trégouet.
  - Raoul (de) Charette, avocat général près la Chambre des comptes de Nantes en 1581, prévôt de Nantes en 1602[12].

### Autres personnalités de l'Ancien Régime
- Louis Charette, page du roi Louis XIII en 1637[12].
- Jean Charette, seigneur de La Colinière, conseiller d'État en 1654[12].

### Durant la guerre de Vendée
- François Athanase Charette de La Contrie (1763-1796), officier de marine. Durant la guerre de Vendée, des paysans viennent le chercher pour prendre la tête de leur révolte face aux mesures de la Convention nationale. Il est fusillé en 1796 à Nantes[13].

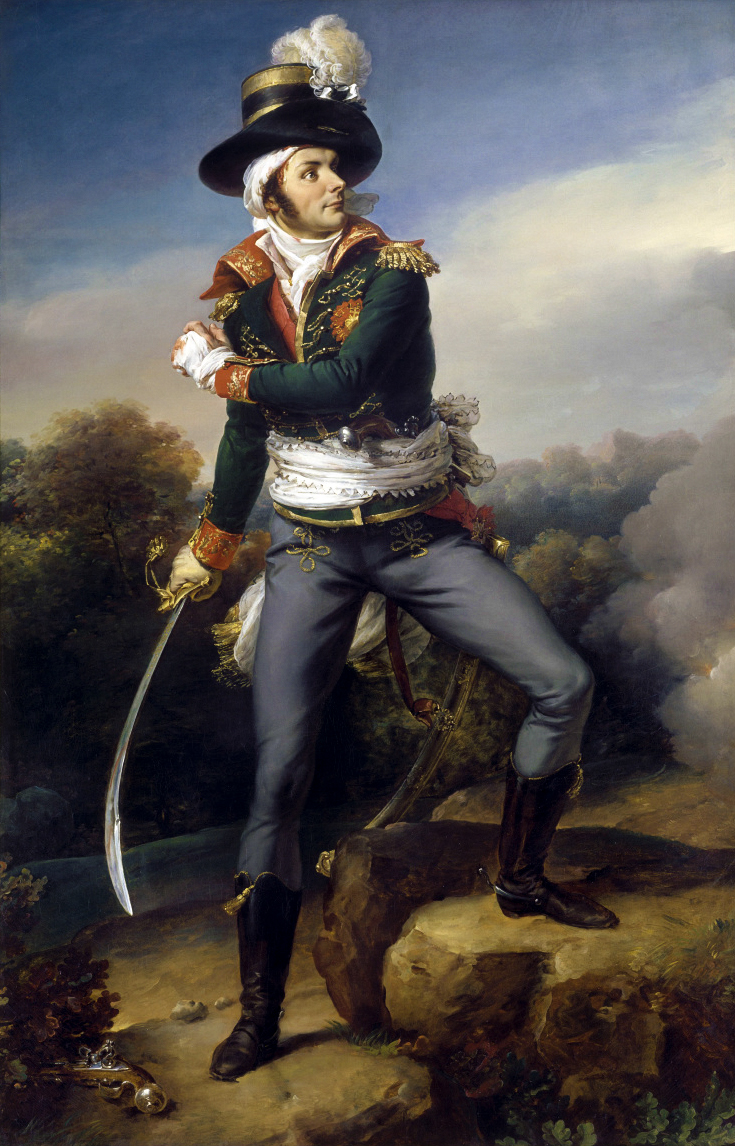
François-Athanase Charette de La Contrie (1763-1796).

- Louis Marin Charette de La Contrie (1759-1796), il est le frère de François Athanase. Lieutenant avant 1789 puis combattant et chef de division vendéen. Il est tué au combat en 1796[14].

### AuXIXesiècle
- Charles Athanase Marie de Charette de La Contrie (1796-1848), colonel de cavalerie, en 1823 il est promu à la Chambre des pairs avec le titre de baron. Il épouse en 1827 Louise de Bourbon, comtesse de Vierzon, fille légitimée du duc de Berry. Depuis ses descendants appartiennent à la descendance féminine de Charles X par le duc de Berry[15],[16],[17],[18].
- Athanase de Charette de La Contrie (1832-1911), lieutenant-colonel dans les zouaves pontificaux puis général de brigade[19],[20].

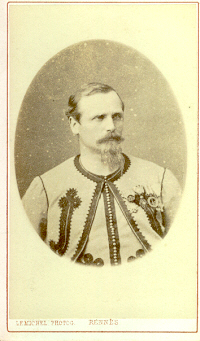
Athanase de Charette de La Contrie (1832-1911).
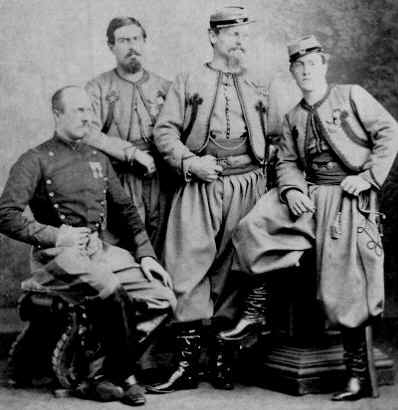
Les frères Charette de La Contrie, zouaves pontificaux.

### Depuis leXXesiècle
- Jean, Gaston, Marie, Joseph de Charette de La Contrie (Nantes, 1904- Wilhelmshaven, 1944), fils du baron Marie Joseph Athanase Georges Henri et de Marie Joséphine Sophie Patard de la Vieuville, lieutenant de réserve dans l'infanterie, prisonnier de guerre en 1940, arrêté par la Gestapo, déporté en 1944 en Allemagne, résistant, mort pour la France[21]. Battu par un commandant SS allemand alors qu'il est affecté au kommando de Wilhelmshaven (chantiers navals de la ville, pour la Kriegsmarine), il succombe d'un abcès aggravé par une scarlatine doublée d'une bronchopneumonie, alors que son bourreau avait explosé son globe oculaire[22].
- Hervé de Charette (1938), maire, député, trois fois ministre.
- Patrice de Charette (1949), magistrat.
- Benoît de Charette, viticulteur, ancien président de la Chambre de commerce et d'industrie de Beaune, président de la Cité des Climats et vins de Bourgogne (depuis 2021)[23].
- Laurence de Charette (1969), fille d'Hervé, journaliste, directrice adjointe de la rédaction du Figaro (depuis 2022)[24].

## Alliances
Les principales alliances de cette famille sont[réf. nécessaire] : de Montmorency (1752), de Cornulier, d'Avaugour, de Rohan, de Clisson, de La Trémoille, d'Aubigny, de Bedfort, de l'Epervier, de La Poëze, Jochaud du Plessix, de La Bourdonnaye, de Monti, Poullain, Bureau, de Sapinaud de La Rairie, de Becdelièvre, de Bourbon (1827), de Montesquiou-Fezensac (1851), von Hanau, de La Roche Saint-André, du Cambout de Coislin, de Fitz-James (1862), de Goyon-Matignon (1863), de Bourbon-Busset (1866), de Durfort Civrac de Lorge (1872), de Poulpiquet du Halgouët (1909), de Guigné (1910), Tardif de Moidrey, de Bardon de Segonzac, de Montmorillon, d'Harcourt (1960), de La Barre de Nanteuil (1977), de Maupeou d'Ableiges (2018), Le Tourneux de La Perraudière, etc.

## Demeures
- Château de La Contrie
- Château de la Bretonnière
- Château de Bois-Briand
- Château de Comper
- Château de la Gascherie
- Château de la Colinière
- Château de Briord
- Château de la Chauvelière
- Château du Pont-Hus
- Manoir de la Bussonnière[26].
- Château de la Brenière
- Château de La Desnerie
- Château de Kerfily
- Château de la Motte-Glain
- Hôtel de Charette
- Château de Dracy-lès-Couches

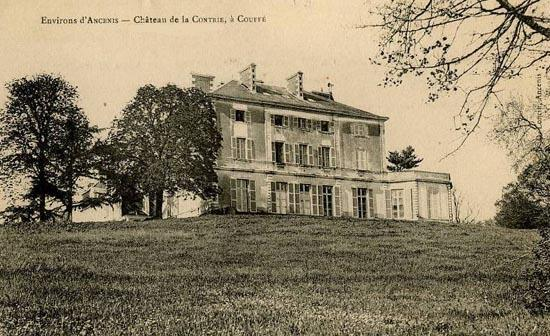
Château de La Contrie.
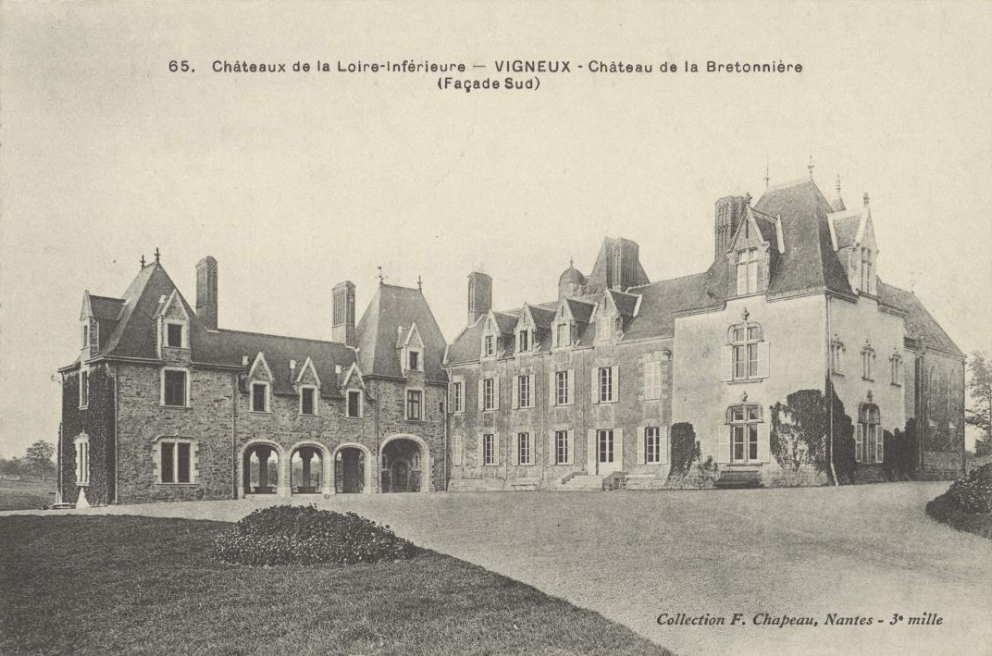
Château de la Bretonnière.
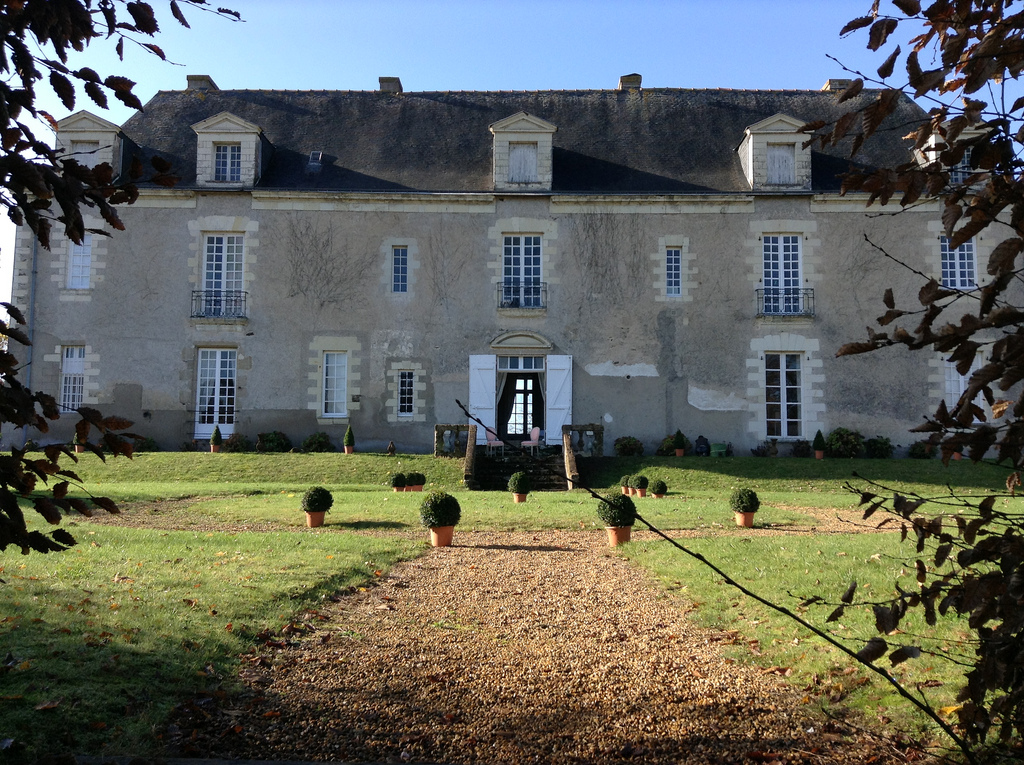
Château de Bois-Briand.
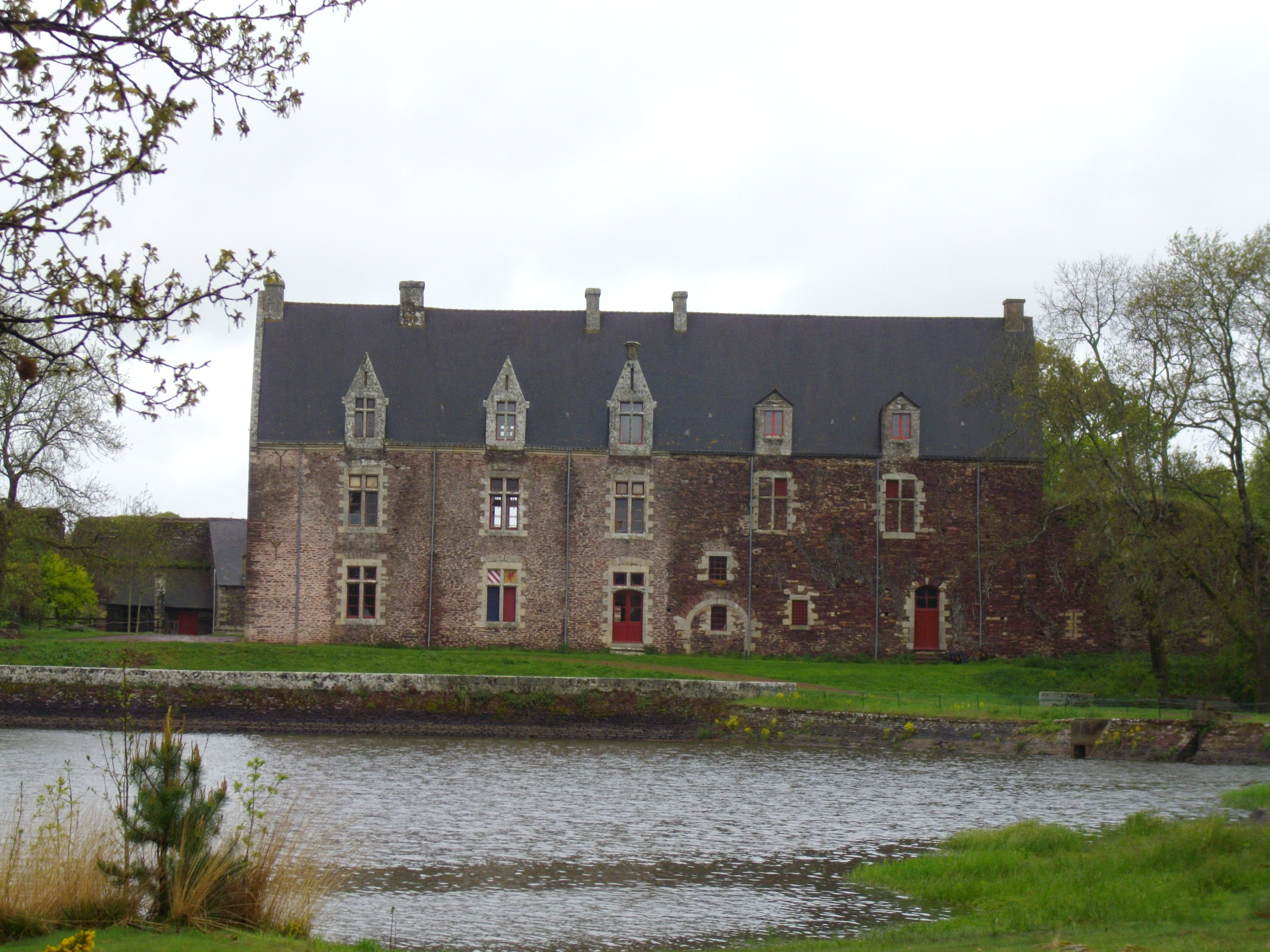
Château de Comper.
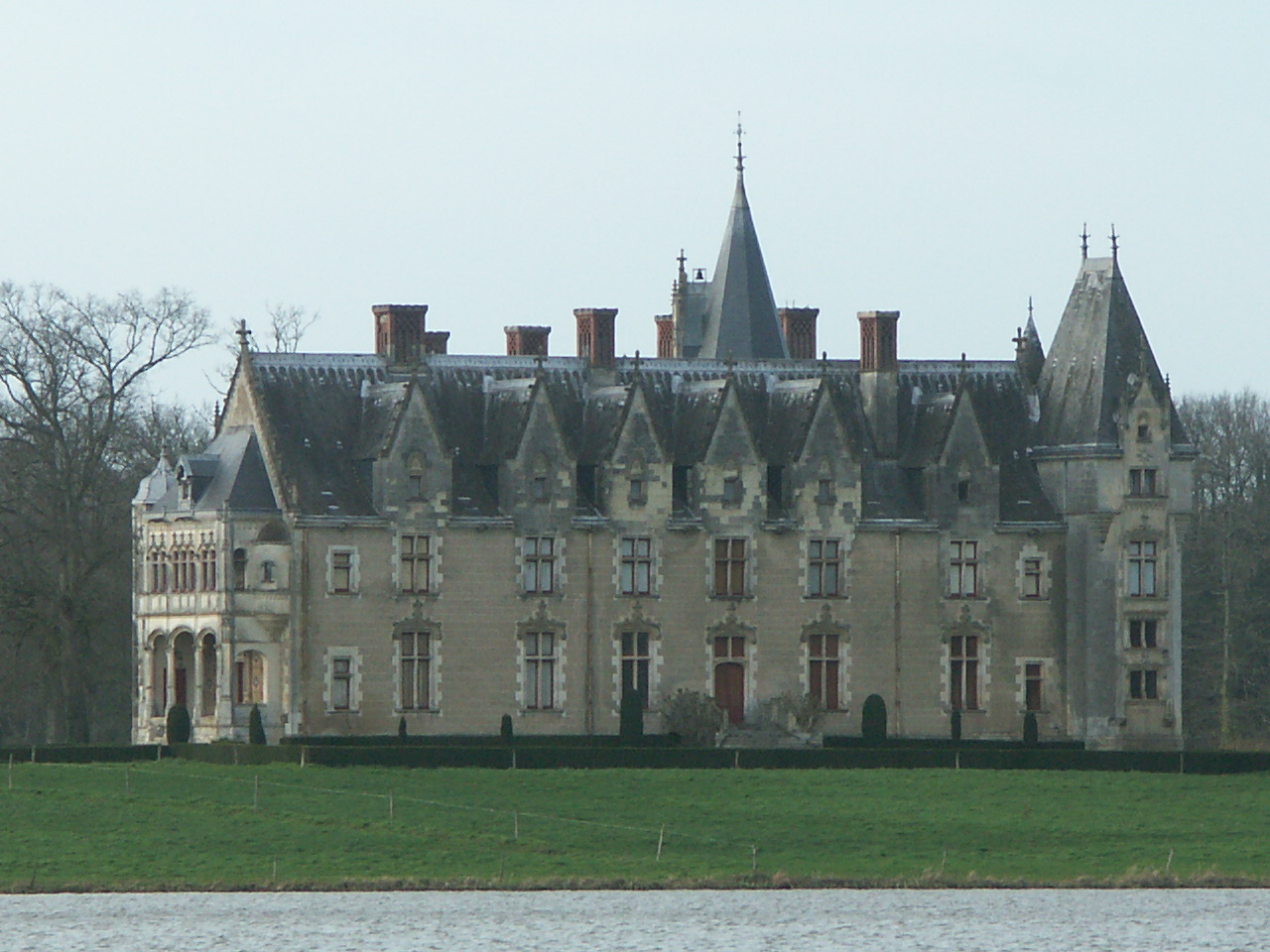
Château de la Gascherie.
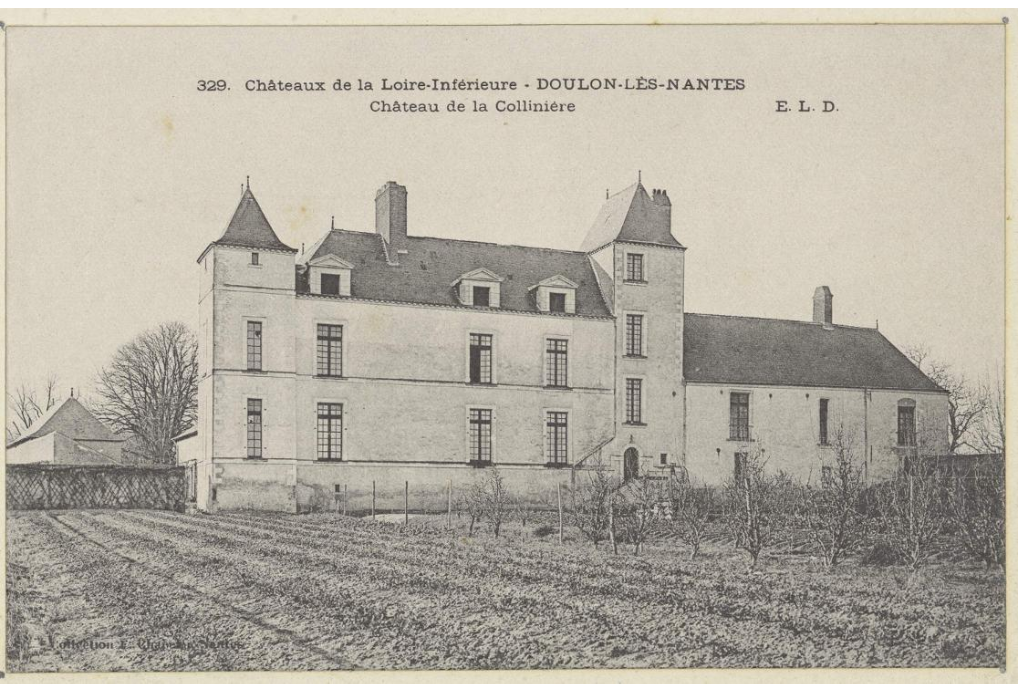
Château de la Collinière.
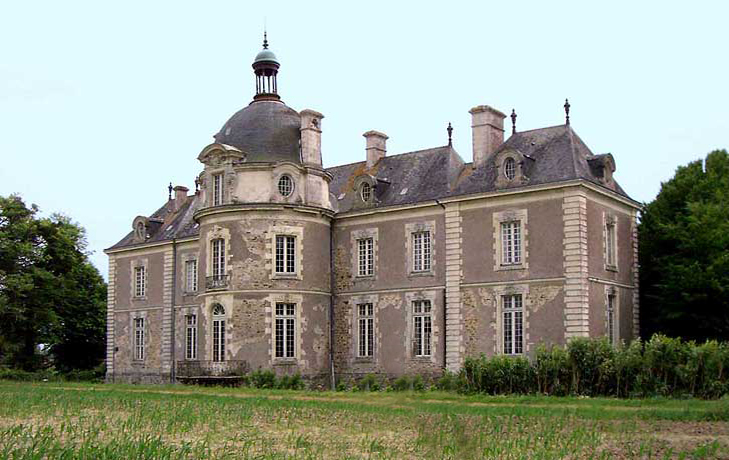
Château de Briord.
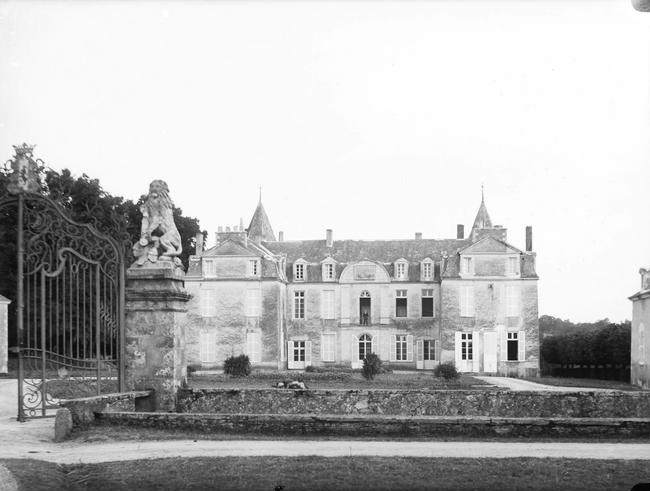
Château de la Chauvelière.
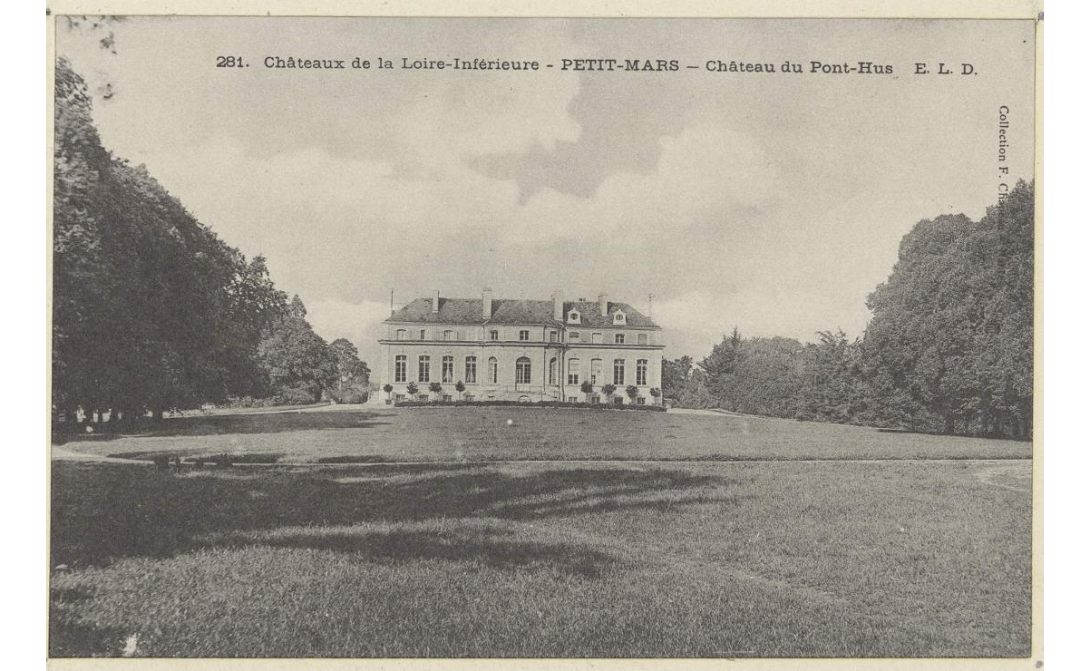
Château du Pont-Hus.

## Armes, devises et titres
Armes : D'argent à un lion de sable armé et lampassé de gueules, accompagné de 3 canettes (alias 3 aigrettes ou 3 aiglettes) de sable, becquées et membrées de gueules, posées 2 et 1 (alias posées en pointe),.
Support : deux lions couronnés.
Titre régulier de baron depuis 1823.
L'écu entouré d'un manteau de pair de France.

### Armorial
Les armes de cette famille diffèrent au gré des branches et des héraldistes.
| Figure | Blasonnement |
|        | Famille Charette D'argent, au lionceau de sable en chef, accompagné en pointe de trois merlettes de même posées posées 2 et 1 . D'argent au lion de sable, armé et lampassé de gueules, accompagné en pointe de trois canettes de sable, membrées et becquées de gueules . |
|        | Charette de La Contrie D'argent au lion de sable soutenu de trois canettes du même ordonnées 2 et 1 ,. On trouve aussi : D’argent au lion de sable lampassé et armé de gueules, accompagné en pointe de trois aigrettes de sable becquetées et membrées de gueules, posées 2 et 1 . Ou : D'argent, au lion de sable, lampassé et armé de gueules, accompagné de trois aiglettes de sable, becquées et membrées de gueules . Les branches cadettes brisent d'un lambel de gueules. Ou : D'argent, au lion de sable, armé et lampassé de gueules, acc. de trois merlettes de sable, 2 et 1 . |
|        | Charette de La Gascherie D'argent au lion de sable accompagné de trois canettes du même 2 en chef et 1 en pointe. Couronne de marquis ; SupportDeux lions pour supports. On trouve aussi : Comme oiseaux des aiglettes ; |
|        | Charette de Montbert D'argent au lion de sable soutenu de trois aigles éployées du même ordonnées 2 et 1. On trouve aussi : - D'argent, à trois aigles de sable, becquées et membrées de gueules, acc. en chef d'un lion rampant du second . - L'écu d’azur. |
|        | Charette de La Bretonnière On trouve parfois : - L'écu d’azur ; - Le lion « léopardé » ; - Comme oiseaux des aigrettes ; |
|        | Charette de La Colinière - Le cas le plus curieux est celui de François-Marie Charette de La Colinière, fils de René Charette et de Renée Le Brun qui portait : D’or à une charrette de gueules Armes parlantes (Charette ⇒ Charette .). Cette charrette préfigurait ainsi celle qui servit de symbole au chef vendéen. |
|        | Charette de La Joue - Louis Charette, seigneur de La Joue, portait les 3 aigrettes rangées, c’est-à-dire sur le même rang et non « 2 et 1 ». |

## Postérité
- Plusieurs ouvrages récents et un film intitulé Vaincre ou mourir au cinéma en 2023 sont consacrés à François Athanase Charette de La Contrie.